# 155 a.C.
Il 155 a.C. (CLV a.C. in numeri romani) è un anno  del II secolo a.C.

## Eventi
- Publio Cornelio Scipione Nasica Corculo, Marco Claudio Marcello diventano entrambi per la seconda volta consoli della Repubblica romana.
- Mitridate IV del Ponto aiuta re Attalo II di Pergamo nella sua lotta contro Prusia II di Bitinia.
- Col comando di Punico (forse un generale cartaginese) prima e di Cesaro poi, le genti di Lusitania raggiungono Gibilterra. Qui vengono sconfitte dal pretore Lucio Mummio.
- La filosofia greca viene introdotta a Roma: Atene manda come ambasciatori Diogene di Babilonia, Critolao e Carneade.
- Menandro d'India (Re Indo-Greco) sale al potere.
- Priene diventa una dipendenza di Roma.

## Nati
- Menandro I, sovrano indiano († 130 a.C.)

## Morti
- Archia, militare e funzionario egizio